# エネルギー革命
エネルギー革命（エネルギーかくめい）とは、主要に使用されているエネルギー資源が他の資源へと急激に移行することを指す。

## 第一次エネルギー革命
第一次エネルギー革命とは人類が火を発見し利用するようになったことをいう。
人類が最初に利用していたエネルギーは太陽、風力、人力などであった。考古学上では少なくとも50万年前の中国の北京原人（ホモ・エレクトス・ペキネンシス）の頃には火を保存したり作ったりすることができるようになったと考えられている。

## 第二次エネルギー革命
第二次エネルギー革命とは人類が蒸気と化石エネルギーを利用するようになったことをいう。18世紀後半になると石炭を利用する蒸気エネルギー機関が発明され、自然エネルギーしか使わなかったそれまでの手作業の長閑な社会は激変した。
イギリスはヨーロッパ大陸の諸国よりも森林が少なかったため、製鉄業は薪炭を求めて移動したが、16世紀には燃料不足となり、木材価格が上昇し始めた。このため他国よりも真剣に他のエネルギーを探す必要に迫られたが、そこで注目されたのが石炭であった。この石炭エネルギーへの移行により、イギリスは他国に比べて50年も早く第2次産業革命を起こすこととなった。

## 第三次エネルギー革命
第三次エネルギー革命とは人類が石油や電気を組み合わせて利用するようになったことをいう。

### 欧米での石油エネルギーへの転換
1886年にはゴットリープ・ダイムラーが内燃機関を自動車に搭載して石油が自動車の動力に利用されるようになり、1896年にはヘンリー・フォードがガソリン車（T型フォード）を大量生産し始めると、一般大衆にガソリン自動車が普及することになった。
アメリカで灯油や軽油を使うトラクターが農業分野に登場すると、大量収穫が可能となり、人力と畜力による伝統農業は石油を使う現代農業へと移行することとなった。
アメリカでの自動車登録台数は1929年には2310万台となり、世界の石油自動車の78％を占め、公共鉄道は次第に衰退した。

### 日本での石油エネルギーへの転換
日本における「エネルギー革命」とは、一般的には第二次世界大戦後の1960年代に、それまで燃料の主役であった石炭から石油や天然ガスへ転換されたことを指す。
1950年代に中東やアフリカに相次いで大油田が発見され、エネルギーの主役が保守の手間がかかる石炭から石油へと移行した。日本においても1962年（昭和37年）10月の「原油の輸入自由化」をきっかけとして、石炭は長く続いたエネルギーの王座を石油に譲ることとなった。大量に安く供給された石油は、さまざまな交通機関、暖房用、火力発電などの燃料として、また石油化学製品の原料として、その消費量は飛躍的に増えた。特にモータリゼーションに伴う自動車の普及は石油消費にさらなる拍車をかけた。
他にも日本国内産の石炭の生産を中止し低価格で品質の良い輸入石炭に移行した現象や、集合住宅の普及で家庭での暖房器具が燃料主体から火災のリスクが少ない電気主体の器具に移行した現象などに対しても使われることがある。
日本のエネルギー革命は他国と同様、蒸気機関より熱効率が良く保守の手間が少ない内燃機関の発達を促し、産業の高度化にも繋がった。その反面、北海道空知地域・福島県東部・山口県西部・九州北部（筑豊など）の産炭地ではそれまで産業の基盤であった炭鉱が次々と閉山に至り、多くの炭鉱労働者が失業し、自治体経済の著しい凋落へと繋がった。特に動力近代化計画により国鉄による石炭の大量購入が無くなったことが、国内における石炭産業にとどめをさす結果となった。
家庭用のエネルギーに関しては、1950年代においてもなお多くの家庭の暖房や炊事に木炭や薪などの木質エネルギーが用いられていた。1950年の木炭の生産量は年間約200万トン、1956年の薪の生産量は3,400万層積石(1層積石を125kgで換算すると約425万トン)、統計に反映されない自家生産分や製材所の鋸くず、端材などの二次利用分を考慮すれば、膨大なエネルギーを国内の森林から調達していた。これら木質エネルギーは高度経済成長とともに急速に石油、ガス、電気などに移行するようになるとかまどや土間のない住宅の建設が進み、薪炭の生産量は1970年代までにかつての1/10といった桁違いの減少を見せた。家庭内のエネルギー革命は、家庭内の無煙化や家事労働の低減など近代的な生活環境をもたらした一方で山間奥地の木質エネルギー生産の場からは廃業が相次ぐなどほぼ壊滅状態となり、それに伴い過疎化が急速に進んだ結果、多くの集落が限界集落や消滅集落となった。

### 石油資源の行方
石油危機以降、石油輸出国機構（OPEC）に対する危機感と原油価格の高騰により、世界各地で探鉱活動が活発になるとともに、石油探査・生産技術が向上したこともあり石油の可採埋蔵量が増加することとなった。しかし、化石エネルギーが有限資源であることに変わりなく辺境の土地や海洋での探鉱、オイルシェールやオイルサンドなどの採掘に対象が移ると考えられている。